# Ken Morrow
Kenneth Arlington „Ken“ Morrow (* 17. Oktober 1956 in Flint, Michigan) ist ein ehemaliger US-amerikanischer Eishockeyspieler (Verteidiger), der von 1980 bis 1989 für die New York Islanders in der National Hockey League spielte.

## Karriere
Als Junior spielte er für die Bowling Green State University zusammen mit Mike Liut. Beim NHL Amateur Draft 1976 wählten ihn die New York Islanders in der vierten Runde als 68. aus. Im selben Jahr sicherten sich die New England Whalers beim WHA Amateur Draft 1976 in der achten Runde an 86. Stelle die Rechte für die WHA.
Schon zu seiner Zeit an der Universität spielte er für die US-amerikanische Eishockeynationalmannschaft bei der Eishockey-Weltmeisterschaft 1978. Nach einem weiteren Jahr an der Bowling Green State University schloss er sich dem US-amerikanischen Nationalteam an und verbrachte die Saison 1979/80 mit der Vorbereitung auf die Olympischen Winterspiele. Bei den Olympischen Winterspielen 1980 in Lake Placid war er Teil des „Miracle on Ice“, als das US-Team überraschend die Goldmedaille gewann.
Gleich nach den Olympischen Spielen wechselte er zu den New York Islanders und schaffte sofort in der NHL den Durchbruch. Mit ihm in der Verteidigung wurde Dave Lewis entbehrlich, der zum Schlüssel eines Tauschgeschäfts wurde, bei dem die Islanders Butch Goring von den Los Angeles Kings holten. Mit Morrow und Goring im Kader holten die Islanders zum Ende der Saison 1979/80 den ersten Stanley Cup in der Vereinsgeschichte. Morrow zählte so zu den wenigen Spielern die in einem Jahr Olympiasieger und Stanley-Cup-Sieger werden konnten. 
Morrow blieb bei den Islanders und konnte vier aufeinander folgende Stanley Cups gewinnen. Als Verteidiger war er kein großer Scorer, doch viele seiner Punkte kamen in wichtigen Spielsituationen. So auch ein Overtime-Tor in den Playoffs der Saison 1983/84. 
Nach zehn Jahren im Trikot der Islanders zwangen ihn Beschwerden im Knie seine Karriere zu beenden. Er war unter anderem bei den Kansas City Blades in der IHL als Co-Trainer tätig, bevor er als Assistenztrainer und Scout zu den Islanders zurückkehrte.
Im Jahr 1995 wurde er mit der Aufnahme in die United States Hockey Hall of Fame geehrt.

## Sportliche Erfolge
- Olympiasieger: 1980
- Stanley Cup: 1980, 1981, 1982 und 1983

### Persönliche Auszeichnungen
- CCHA First All-Star Team: 1976, 1978 und 1979
- CCHA Second All-Star Team: 1977
- CCHA Player of the Year: 1979
- NCAA West First All-American Team: 1978
- Lester Patrick Trophy: 1996